# Jas aan, jas uit
Jas aan, jas uit is een single van André van Duin. Beide liedjes op deze single werden geschreven door Van Duin en zijn muziekproducent en begeleider Jan Rietman, die tevens de geluidsstudio beheerde. Het was Van Duins laatste single voor CNR Records.
De "A-kant" van deze cd-single was een duet met Klazien uit Zalk, destijds een bekend televisiepersoonlijkheid. Zij gaf advies op gezondheidsgebied aan de hand van oude gebruiken en kruiden. En had men bijvoorbeeld jeuk op de schouders en kwam er niet bij, dan was haar advies dus: “Jas aan, jas uit. Jas aan, jas uit” enz.
De "B-kant" Straat van vroeger was een liedje gezongen door Van Duin alleen met begeleiding.

## Hitnotering
De Belgische BRT Top 30 en de Vlaamse Ultratop 50 werden niet bereikt.

### Nederlandse Top 40
| Positie: | 36 | 34 | 40 | uit |

### NederlandseNationale Hitparade Top 50
| Positie: | 39 | 29 | 27 | 38 | uit |